# محمد حسان موفق الكردي
محمد حسان موفق الكردي (1377هـ/1958م) سياسي سوري ،أستاذ ودكتور وباحث في الكيمياء. رئيس جامعة دمشق سابق.

## ولادته وتحصيله
وَلد محمد حسان موفق الكردي في دمشق (1377هـ/1958م).نشأ في دمشق وأكمل تعليمه فيها. خريج جامعة دمشق،بكالوريوس في الكيمياء التطبيقية (1982).دكتوراه في الكيمياء من ألمانيا (1988) ، عزز تخصصه العلمي ومهاراته البحثية في مجال الكيمياء.

## عمله ووظائفه
مدير عام مشفى التوليد الجامعي بدمشق (1995 - 1998).أستاذ في كلية العلوم قسم الكيمياء في جامعة دمشق (منذ 1999 ). بعد عودته من ألمانيا، انضم إلى الهيئة التدريسية في قسم الكيمياء بجامعة دمشق، حيث قام بتدريس مختلف فروع الكيمياء وأشرف على الأبحاث العلمية للطلاب، وساهم في تطوير المناهج الدراسية.أمين مساعد لجامعة دمشق (1998). شغل منصبًا إداريًا في الأمانة العامة للجامعة،مدير مدينة باسل الأسد الجامعية بدمشق (2007 - 2011).  رئيس مكتب التعليم العالي والبحث العلمي الفرعي (2011). تولى مسؤولية إدارة ملف التعليم العالي والبحث العلمي ضمن فرع حزب البعث في الجامعة، معاون وزير التعليم العالي لشؤون البحث العلمي (2012 - 2014). رئيس جامعة دمشق (2014 - 2017). منتمي لحزب البعث العربي الاشتراكي، عضو قيادة حزب . 